# Übü király
Az Übü király (franciául Ubu roi) Alfred Jarry színdarabja, amely az Übü-ciklus első részét képezi, és 1896. április 25-én adták ki a Le livre d'Art-ban (folyóirat-szerkesztő: Paul Fort) és adták elő először 1896. december 9-én. A kísérőzenét Claude Antoine Terrasse szerezte. Ezt az alkotást a szürrealista mozgalom és az abszurd színház megelőlegezéseként tartják számon. Jarry keveri a provokációt, az abszurditást, a bohózatot, a paródiát és a durva, vagány humort.
A darabot Magyarországon először az Ódry Színpadon adták elő 1968. február 21-én. Az előadást Bruck János rendezte, a címszerepet Linka György, Übü mamát pedig Schütz Ila játszotta.

## Cselekmény
A darab Übü atya, „a dragonyosok kapitánya, Vencel király megbízható tisztje, a lengyel vörös sas rendjével, Aragónia egykori királya, Sandomierz grófja” és Übü anya kalandjait követi nyomon. Ubu atya megöli Vencel királyt, és ezzel átveszi a trónt; majd megöli a nemeseket és mindazokat, akik támogatták őt. De óvakodnia kell Vencel fiától, Bugrelaus hercegtől, akit akaratlanul is megkímélt, és aki abban reménykedik, hogy visszaszerzi apja trónját.

## Helyszínek
A Jarry által említett Lengyelország legendás, mitikus ország, ugyanakkor olyan jellegzetességei vannak, amelyek a valódi Lengyelországot idézik. A dráma főbb helyszínei:
- Spanyolország (Aragónia, Kasztília)
- Franciaország (Párizs, Mondragon)
- Dánia (Elsinore)
- Németország a Szent Római Birodalom idejében

Több mint 24 jelenetből áll, köztük:
- A királyi palota
- A csatatér
- A kripta
- Két barlang
- A hajó (a darab végén)
- Übü háza
- Az erdő

## Szereplők
A darab szereplőinek galériájában több sajátosság is van: sokuk csak rövid pillanatokra mutatkozik egy jeleneten belül, anélkül, hogy később újra felbukkanna.
Nem mindegyikük a fantázia eredménye: némelyikük valóságos történelmi személy, mint például IV. Vencel cseh király vagy Alekszej orosz cár, Stanislaus Leczinski, Fédérovics Mihály és Sobieski János.
A több főből álló orosz és lengyel hadsereg egy-egy karakterként szerepel az eredeti drámában (az egész orosz hadsereg és az egész lengyel hadsereg). Az agymentesítő gépet tehát karakterként tartják számon, annak ellenére, hogy egyetlen színész sem játssza.

## Megjegyzések a vígjátékhoz

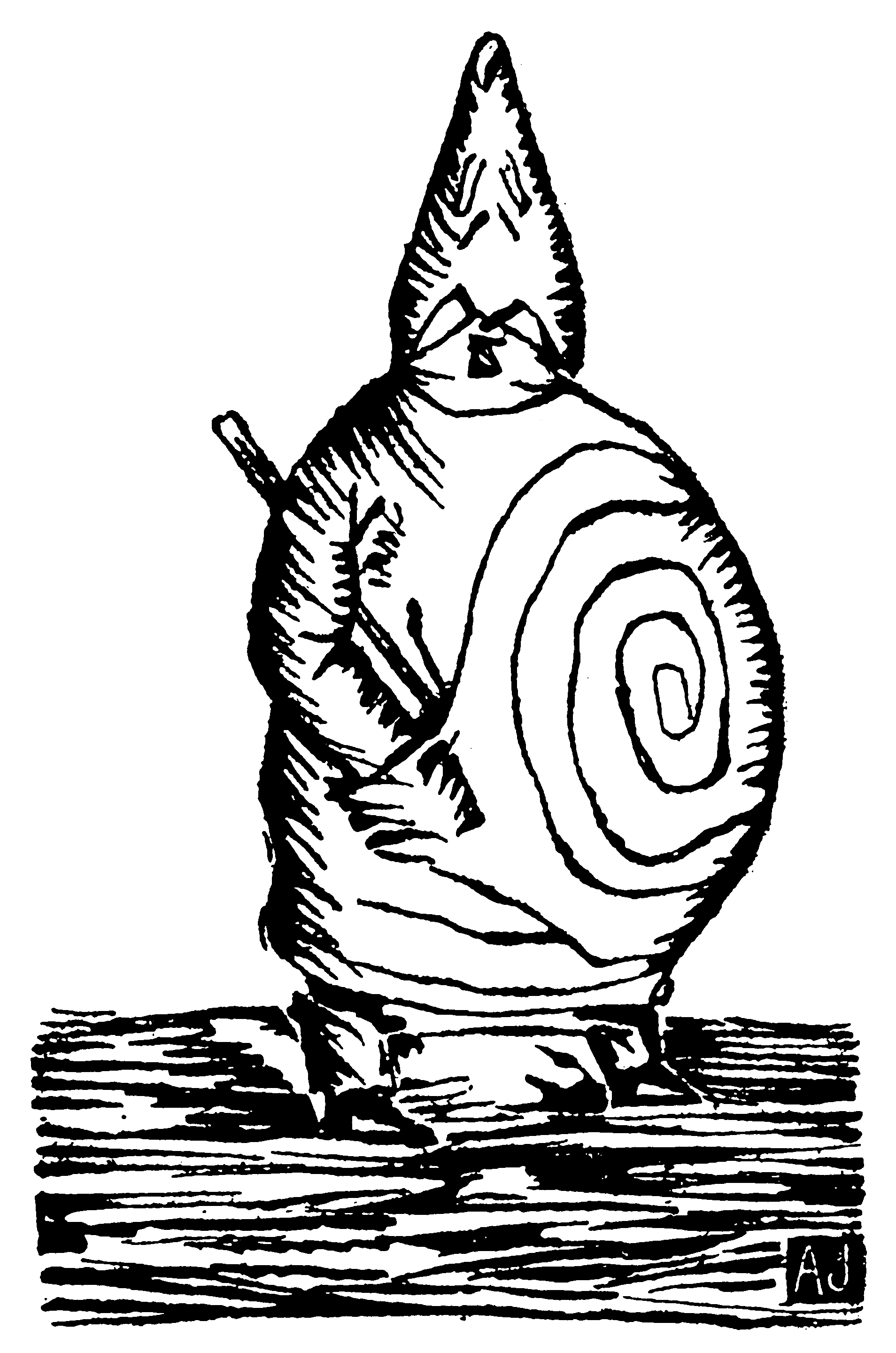
Alfred Jarry Übü-rajza